# Червоні квіти (журнал)
«Червоні квіти» — ілюстрований двотижневик для дітей шкільного віку, офіційний друкований орган Головсоцвиху Народного комісаріату освіти УРСР. 

## Історія та зміст
Виходив з 1 жовтня 1923 у Харкові, а з 1930-х років в Києві; редактор О. Громов, ілюстратор Абрам Львович Старчевський.
У перші роки журнал редагував В. П. Затонський. До 1925 року друкували лише літературні матеріали для дітей різного віку. 
З 1925 року журнал визначили як орган для дітей середнього і старшого шкільного віку. Публікували статті та нариси про громадсько-політичне та культуре життя країни, зарубіжні події, міжнародний комуністичний дитячий рух, участь піонерів і школярів у соціалістичному будівництві, життя і боротьбу дітей за рубежем, вміщували інформацію з питань науки, техніки, природознавства, матеріали на допомогу вожатим, практичні поради школярам тощо. Друкували й художні твори. Видавали додаток — бібліотеку «Червоні квіти». З 1928 року виходила газета «Червоні квіти».
У 1931 році на базі журналів «Червоні квіти» і «Більшовиченятко» (1924—1931) створено новий журнал «Піонерія», а у 1991 році його перейменовано в «Однокласник».